# Beautiful (canción de Drew Seeley)
«Beautiful» es el quinto sencillo oficial del actor y cantautor canadiense Drew Seeley, de su álbum The Resolution, lanzado en el 2011.

## Información
La canción fue compuesta por Drew Seeley y Sam Lobue II.

### Lista de canciones
| Descarga digital. |             |          |  |
| N.º               | Título      | Duración |  |
| 1.                | «Beautiful» | 5:49     |  |

## Video
El video fue lanzado en el canal oficial en VEVO del cantante en YouTube el 26 de junio de 2012, donde se ve a Seeley y a la actriz y modelo Christiane Kroll, quien juega el papel de su pareja en él, disfrutando de un día romántico y sin preocupaciones en la playa, retozando en las olas y disfrutando de su amor juvenil. Fue dirigido por Tommy Maddox-Upshaw.